# Sulejów (województwo mazowieckie)
Sulejów – wieś w Polsce położona w województwie mazowieckim, w powiecie wołomińskim, w gminie Jadów. Ma status sołectwa.
Wieś królewska Sulewo położona w drugiej połowie XVI wieku w powiecie kamienieckim ziemi nurskiej województwa mazowieckiego.
W latach 1975–1998 miejscowość położona była w województwie siedleckim.
Wieś jest siedzibą rzymskokatolickiej parafii  Świętej Trójcy.